# Championnat de France de baseball Nationale 2 2011
Navigation
2010 2012
Le Championnat de France de baseball Nationale 2 2011 rassemble 19 équipes qui s'affrontent pour accéder à la Nationale 1. Ces équipes représentent les meilleurs clubs issus des compétitions régionales.
L'édition est remportée par la réserve du Paris UC, vainqueur 10-3 puis forfait dans le second match face aux Squales de Vauréal, déjà finalistes en 2010. Les deux clubs montent en Nationale 1.

## Déroulement
Les équipes sont réparties en 5 poules de 3 équipes et 1 poule de 4 équipes. Chaque équipe affronte les autres de sa poule en programme double, c'est-à-dire 2 confrontations par journée, les 4, 11 et 18 septembre.
Les deux premiers de poule sont qualifiés pour des 1/4 de finale en plateau (3 équipes par plateau) dont ne sortent que les vainqueurs qui se retrouvent en demi-finales.
Les deux finalistes sont promus en Nationale 1 et s'affrontent au meilleur des 3 rencontres pour le titre de Champion de France de N2. 

## Les clubs de l'édition 2011

### Champions régionaux
Voici la liste des champions de Division Honneur 2011:
- Ligue d'Aquitaine: Raiders d'Eysines
- Ligue d'Auvergne: Sharks du Puy-en-Velay
- Ligue de Bourgogne: Dijon UC
- Ligue de Bretagne: Redwings de Rennes
- Ligue du Centre-Val de Loire: Falcons de Bourges
- Ligue du Grand-Est: Bootleggers d'Argancy
- Ligue d'Île-de-France: Squales de Vauréal
- Ligue du Languedoc-Roussillon: Albatros de La Grande Motte
- Ligue de Limousin: Sparks de Limoges
- Ligue de Midi-Pyrénées: Duckies de Léguevin
- Ligue du Nord-Pas-de-Calais de baseball, softball et cricket : Dragons de Ronchin
- Ligue de Normandie: Jimmer's de Saint-Lô
- Ligue du Poitou-Charentes: Boucaniers de La Rochelle
- Ligue de Provence-Alpes-Côte d'Azur: Renards de La Vallée du Gapeau
- Ligue de Rhône-Alpes: Cards de Meyzieu

### Équipes participantes
Le nombre d'équipes de chaque région autorisées à prendre part à la compétition varie en fonction du nombre total d'équipes inscrites dans le championnat régional. Après réception des inscriptions et validations des championnats, les équipes suivantes participent:
- Ligue d'Aquitaine: Raiders d'Eysines
- Ligue de Bourgogne: Dijon UC
- Ligue de Bretagne: Redwings de Rennes, Hawks de La Guerche
- Ligue du Grand-Est: Bootleggers d'Argancy
- Ligue d'Île-de-France: Réserve du Paris UC, Squales de Vauréal
- Ligue du Languedoc-Roussillon: Albatros de la Grande-Motte, réserve des Barracudas de Montpellier
- Ligue de Midi-Pyrénées: Duckies de Léguevin
- Ligue du Nord-Pas-de-Calais: Dragons de Ronchin, Marlins de Compiègne
- Ligue de Normandie: CABS Les Andelys, Jimmer's de Saint-Lô
- Ligue du Poitou-Charentes: Boucaniers de La Rochelle
- Ligue de Provence-Alpes-Côte d'Azur: Renards de la Vallée du Gapeau
- Ligue de Rhône-Alpes: Cards de Meyzieu, Duffy Ducks de Saint-Just-Saint-Rambert

## Phase de poule
Les 19 clubs seront répartis dans des poules géographiques de la sorte:
| Équipe             | Ville                |
| ------------------ | -------------------- |
| Marlins            | Compiègne (Oise)     |
| CABS               | Les Andelys (Eure)   |
| Dragons            | Ronchin (Nord)       |
| Squales de Vauréal | Vauréal (Val-d'Oise) |

| Équipe   | Ville                                    |
| -------- | ---------------------------------------- |
| Hawks    | La Guerche-de-Bretagne (Ille-et-Vilaine) |
| Redwings | Rennes (Ille-et-Vilaine)                 |
| Jimmer's | Saint-Lô (Manche)                        |

| Équipe     | Ville                           |
| ---------- | ------------------------------- |
| Raiders    | Eysines (Gironde)               |
| Boucaniers | La Rochelle (Charente-Maritime) |
| Duckies    | Léguevin (Haute-Garonne)        |

| Équipe       | Ville                     |
| ------------ | ------------------------- |
| Albatros     | La Grande-Motte (Hérault) |
| Renards      | La Vallée du Gapeau (Var) |
| Barracudas 2 | Montpellier (Hérault)     |

| Équipe           | Ville                            |
| ---------------- | -------------------------------- |
| Cards de Meyzieu | Meyzieu (Rhône)                  |
| Paris UC 2       | Paris                            |
| Duffy Ducks      | Saint-Just-Saint-Rambert (Loire) |

| Équipe      | Ville             |
| ----------- | ----------------- |
| Bootleggers | Argancy (Moselle) |
| Falcons     | Bourges (Cher)    |
| Dijon UC    | Dijon (Côte-d'Or) |

| Équipe           | Ville                            |
| ---------------- | -------------------------------- |
| Cards de Meyzieu | Meyzieu (Rhône)                  |
| Paris UC 2       | Paris                            |
| Duffy Ducks      | Saint-Just-Saint-Rambert (Loire) |

| Équipe      | Ville             |
| ----------- | ----------------- |
| Bootleggers | Argancy (Moselle) |
| Falcons     | Bourges (Cher)    |
| Dijon UC    | Dijon (Côte-d'Or) |

### Poule 1
| Date         | Recevant    | Visiteur    | Match 1 | Match 2 |
| ------------ | ----------- | ----------- | ------- | ------- |
| 4 septembre  | Ronchin     | Les Andelys | 11 - 6  | 9 - 5   |
| 4 septembre  | Vauréal     | Compiègne   | 16 - 0  | 15 - 0  |
| 11 septembre | Les Andelys | Compiègne   | 25 - 4  | 16 - 0  |
| 11 septembre | Ronchin     | Vauréal     | 5 - 6   | 7 - 11  |
| 18 septembre | Vauréal     | Les Andelys | 14 - 6  | 14 - 4  |
| 18 septembre | Compiègne   | Ronchin     | 3 - 25  | 0 - 11  |

| Pl. | Équipe      | J | V | D | %     |
| --- | ----------- | - | - | - | ----- |
| 1   | Vauréal     | 6 | 6 | 0 | 1,000 |
| 2   | Ronchin     | 6 | 4 | 2 | ,667  |
| 3   | Les Andelys | 6 | 2 | 4 | ,333  |
| 4   | Compiègne   | 6 | 0 | 6 | ,000  |

### Poule 2
| Date         | Recevant   | Visiteur   | Match 1 | Match 2 |
| ------------ | ---------- | ---------- | ------- | ------- |
| 4 septembre  | Saint-Lô   | Rennes     | 3 - 24  | 10 - 20 |
| 11 septembre | Rennes     | La Guerche | 4 - 2   | 3 - 10  |
| 18 septembre | La Guerche | Saint-Lô   | 8 - 7   | 12 - 2  |

| Pl. | Équipe     | J | V | D | %    |
| --- | ---------- | - | - | - | ---- |
| 1   | La Guerche | 4 | 3 | 1 | ,750 |
| 2   | Rennes     | 4 | 3 | 1 | ,750 |
| 3   | Saint-Lô   | 4 | 0 | 4 | ,000 |

### Poule 3
| Date         | Recevant    | Visiteur    | Match 1 | Match 2 |
| ------------ | ----------- | ----------- | ------- | ------- |
| 4 septembre  | Léguevin    | Eysines     | 12 - 7  | 6 - 4   |
| 11 septembre | Eysines     | La Rochelle | 12 - 7  | 9 - 2   |
| 18 septembre | La Rochelle | Léguevin    | 14 - 4  | 15 - 5  |

| Pl. | Équipe      | J | V | D | %    |
| --- | ----------- | - | - | - | ---- |
| 1   | La Rochelle | 4 | 2 | 2 | ,500 |
| 2   | Eysines     | 4 | 2 | 2 | ,500 |
| 3   | Léguevin    | 4 | 2 | 2 | ,500 |

### Poule 4
| Date         | Recevant        | Visiteur        | Match 1 | Match 2 |
| ------------ | --------------- | --------------- | ------- | ------- |
| 4 septembre  | La Vallée du G. | La Grande Motte | 0 - 6   | 11 - 10 |
| 11 septembre | La Grande Motte | Montpellier 2   | 3 - 12  | 3 - 11  |
| 18 septembre | Montpellier 2   | La Vallée du G. | 10 - 2  | 10 - 2  |

| Pl. | Équipe          | J | V | D | %     |
| --- | --------------- | - | - | - | ----- |
| 1   | Montpellier 2   | 4 | 4 | 0 | 1,000 |
| 2   | La Grande-Motte | 2 | 1 | 3 | ,250  |
| 3   | Le Gapeau       | 4 | 1 | 3 | ,250  |

### Poule 5
| Date         | Recevant   | Visiteur   | Match 1 | Match 2 |
| ------------ | ---------- | ---------- | ------- | ------- |
| 4 septembre  | Meyzieu    | Saint-Just | 2 - 11  | 8 - 6   |
| 11 septembre | PUC 2      | Meyzieu    | 11 - 1  | 4 - 3   |
| 18 septembre | Saint-Just | PUC 2      | 2 - 6   | 5 - 9   |

| Pl. | Équipe     | J | V | D | %     |
| --- | ---------- | - | - | - | ----- |
| 1   | PUC 2      | 4 | 4 | 0 | 1,000 |
| 2   | Saint-Just | 4 | 1 | 3 | ,250  |
| 3   | Meyzieu    | 4 | 1 | 3 | ,250  |

### Poule 6
| Date         | Recevant | Visiteur | Match 1 | Match 2 |
| ------------ | -------- | -------- | ------- | ------- |
| 4 septembre  | Argancy  | Dijon    | 17 - 1  | 16 - 19 |
| 11 septembre | Dijon    | Bourges  | 3 - 5   | 8 - 20  |
| 18 septembre | Bourges  | Argancy  | 0 - 16  | 8 - 15  |

| Pl. | Équipe  | J | V | D | %     |
| --- | ------- | - | - | - | ----- |
| 1   | Argancy | 4 | 3 | 1 | 1,000 |
| 2   | Bourges | 4 | 2 | 2 | ,500  |
| 3   | Dijon   | 4 | 1 | 3 | ,250  |

## Phase finale

### 1/4 de finale en plateau
Les premiers de poule reçoivent les plateaux. Les premiers des plateaux passent en 1/2 finale.
| Date        | Heure | Recevant | Visiteur | Score  |
| ----------- | ----- | -------- | -------- | ------ |
| 1er octobre | 15.00 | Argancy  | Vauréal  | 1 -9   |
| 2 octobre   | 11.00 | Rennes   | Argancy  | 9 - 8  |
| 2 octobre   | 14.00 | Vauréal  | Rennes   | 19 - 9 |

| Date        | Heure | Recevant   | Visiteur   | Score   |
| ----------- | ----- | ---------- | ---------- | ------- |
| 1er octobre | 15.00 | Bourges    | Ronchin    | 21 - 11 |
| 2 octobre   | 11.00 | Ronchin    | La Guerche | 3 - 11  |
| 2 octobre   | 14.00 | La Guerche | Bourges    | 4 - 7   |

| Date        | Heure | Recevant        | Visiteur        | Score  |
| ----------- | ----- | --------------- | --------------- | ------ |
| 1er octobre | 15.00 | PUC 2           | La Grande Motte | 11 - 3 |
| 2 octobre   | 11.00 | La Grande Motte | La Rochelle     | 6 - 13 |
| 2 octobre   | 14.00 | La Rochelle     | PUC 2           | 0 - 5  |

| Date        | Heure | Recevant      | Visiteur      | Score   |
| ----------- | ----- | ------------- | ------------- | ------- |
| 1er octobre | 15.00 | Saint-Just    | Eysines       | 14 - 15 |
| 2 octobre   | 11.00 | Montpellier 2 | Saint-Just    | 7 - 4   |
| 2 octobre   | 14.00 | Eysines       | Montpellier 2 | 7 - 9   |

### Dernier carré
| Date       | Heure | Recevant | Visiteur | Score  |
| ---------- | ----- | -------- | -------- | ------ |
| 8 octobre  | 14.00 | Vauréal  | Bourges  | 13 - 4 |
| 16 octobre | 11.00 | Bourges  | Vauréal  | 8 - 16 |

| Date      | Heure | Recevant      | Visiteur      | Score |
| --------- | ----- | ------------- | ------------- | ----- |
| 8 octobre | 14.00 | PUC 2         | Montpellier 2 | 8 - 4 |
| 9 octobre | 11.00 | Montpellier 2 | PUC 2         | 1 - 7 |

| Date       | Heure | Recevant | Visiteur | Score  | Notes   |
| ---------- | ----- | -------- | -------- | ------ | ------- |
| 22 octobre | 11.00 | Vauréal  | PUC 2    | 3 - 10 |         |
| 23 octobre | 14.00 | PUC 2    | Vauréal  | 9 - 0  | forfait |